# Rafael Benítez
Rafael Benítez Maudes [rafaˈel beˈniteθ ˈmauðes] (* 16. April 1960 in Madrid) ist ein spanischer Fußballtrainer und ehemaliger Fußballspieler. Er war zuletzt Cheftrainer von Celta Vigo.

## Spielerkarriere
Als Fußballspieler nahm Benítez 1979 mit der spanischen Universitäts-Auswahl an der Universiade in Mexiko teil und kam dabei zu fünf Einsätzen. Auf Vereinsebene spielte er von 1973 bis 1981 für Real Madrid Castilla und dann bis 1986 bei zweit- und drittklassigen Clubs.

## Trainerkarriere

### Jugendtrainer bei Real Madrid
Nach seiner aktiven Laufbahn entschied sich Benítez, fortan als Trainer zu arbeiten. 1993 wurde er von Real Madrid verpflichtet, um dort die zweite Mannschaft zu trainieren.

### Frühe Jahre als Cheftrainer
1995 war er Cheftrainer bei Real Valladolid. Nachdem seine Mannschaft von insgesamt 23 Spielen nur zwei gewonnen hatte, wurde Benítez freigestellt. Während der Saison 1996/97 übernahm Benítez das Training der Mannschaft von CA Osasuna in der Segunda División. Nach neun Partien wurde er beurlaubt.
Kurz darauf übernahm er 1997 den FC Extremadura, der in der Segunda División spielte. Hinter Deportivo Alavés erreichte die Mannschaft am Ende der Saison den zweiten Platz. Damit führte Benítez den Club in die erste spanische Liga. Dort schaffte sein Team den Klassenerhalt. Das Folgejahr verlief schlechter, die Mannschaft stieg ab.
1999 nahm Benítez eine einjährige Auszeit. Er bildete sich in Italien und England weiter und arbeitete als Experte für Sportsender wie Eurosport. 2000 unterzeichnete Benítez einen Trainervertrag bei dem Zweitligisten CD Teneriffa. Mit Spielern wie Mista, Curro Torres und Luis García gelang ihm der Aufstieg in die Primera División. Daraufhin wurde er vom FC Valencia abgeworben, wo er Héctor Cúper ablöste. Mit Valencia wurde er in seiner ersten Saison spanischer Meister. Dies wiederholte er 2004 und gewann in der gleichen Saison auch den UEFA-Pokal.

### FC Liverpool
Der neue spanische Meistertrainer wurde 2004 der erste spanische Trainer beim FC Liverpool. Mit den Reds von der Anfield Road gewann er in seiner ersten Saison die UEFA Champions League, nach einem Sieg im Finale gegen die AC Mailand. 2006 gewann seine Mannschaft den FA Cup. 2007 zog Benítez mit Liverpool zum zweiten Mal unter seiner Leitung in das Finale der UEFA Champions League ein. Gegner AC Mailand gewann das Spiel durch zwei Tore von Filippo Inzaghi mit 2:1. 2008 und 2009 scheiterte sein Club jeweils im Halb- bzw. Viertelfinale am FC Chelsea.
In der Saison 2009/10 schied man in der Gruppenphase aus und spielte dann in der UEFA Europa League weiter. Da der FC Liverpool auch in der englischen Meisterschaft wenig Punkte erspielte, stand Benítez über lange Phasen der Saison in der Kritik. Am Ende der Saison erreichte seine Mannschaft den siebten Tabellenplatz, der zur Teilnahme an der Europa League berechtigte. Zu dieser Zeit wurden Gerüchte über einen möglichen Wechsel zu Juventus Turin laut. Während italienische Medien bereits über einen fixen Wechsel berichteten, dementierte das Management von Benítez stets jegliche Wechselabsichten. Nach der Saison 2009/10 trennte sich der FC Liverpool von Benítez. Bis zu diesem Zeitpunkt hatte er bei 350 offiziellen Spielen der „Reds“ auf der Bank gesessen.

### Inter Mailand, FC Chelsea und SSC Neapel
Am 6. Juni 2010 wurde Benítez neuer Trainer von Inter Mailand und trat die Nachfolge von José Mourinho an, der mit Inter die Meisterschaft, den Pokal und die UEFA Champions League gewonnen hatte. Am 21. August 2010 gewann Benítez mit seinem neuen Verein durch einen 3:1-Sieg über die AS Rom den italienischen Supercup. Am 18. Dezember im selben Jahr gewann er mit Inter die FIFA-Klub-Weltmeisterschaft. Am 23. Dezember 2010 trennte sich der Verein von Benítez; die Mannschaft stand auf dem siebten Tabellenplatz.
Am 21. November 2012 übernahm Benítez die Nachfolge des am gleichen Tag entlassenen Trainers Roberto Di Matteo beim Londoner Premier-League-Club FC Chelsea. Am 28. Februar 2013 gab er bekannt, den Verein nach der Saison zu verlassen. Abschließend führte er die Mannschaft zum Gewinn der Europa League 2012/13. In der Meisterschaft belegte Chelsea den dritten Rang.
Zur Saison 2013/14 wechselte Benítez zum SSC Neapel als Nachfolger von Walter Mazzarri. Der Verein belegte mit ihm die Plätze drei und fünf in der Liga und gewann 2014 den italienischen Pokal.

### Real Madrid
Zur Saison 2015/16 übernahm Benítez das Training bei Real Madrid als Nachfolger von Carlo Ancelotti. Am 4. Januar 2016 wurde er freigestellt, als sein Team nach 18 Spieltagen auf dem dritten Tabellenplatz stand. Benítez verlor u. a. den Clásico gegen den FC Barcelona im Bernabéu mit 0:4 und hatte die Disqualifikation in der Copa del Rey durch den Einsatz des nicht spielberechtigten Denis Tscheryschew zu verantworten. Sein Nachfolger wurde Zinédine Zidane.

### Newcastle United
Am 11. März 2016 wurde Benítez als Nachfolger von Steve McClaren Trainer des englischen Erstligisten Newcastle United. Unter seiner Leitung stieg das Team in die EFL Championship ab. In der folgenden Spielzeit gelang dem Verein der direkte Wiederaufstieg als Tabellenerster und somit die Rückkehr in die Premier League. Mit der Mannschaft erreichte er 2018 den 10. Platz und 2019 den 13. Platz. Sein Vertrag lief im Sommer 2019 aus, nachdem er einen neuen Vertrag abgelehnt hatte.

### Dalian Yifang
Anfang Juli 2019 wurde Benítez zum Trainer des chinesischen Erstligisten Dalian Yifang ernannt und unterzeichnete einen zweieinhalbjährigen Vertrag.

### FC Everton
Zur Saison 2021/22 kehrte Benítez nach Liverpool zurück und übernahm den FC Everton als Nachfolger von Carlo Ancelotti. Aufgrund seiner Vergangenheit beim Stadtrivalen FC Liverpool war er bei den Fans der Toffees von Anfang an umstritten, konnte aber am Saisonanfang mit vier Siegen aus sechs Ligaspielen und dem 5. Tabellenplatz im Oktober zuerst für Ruhe sorgen. In den anschließenden 13 Spielen gelang Benítez aber nur noch ein weiterer Sieg und nach einer 1:2-Niederlage gegen den Tabellenletzten Norwich City wurde er am 16. Januar 2022 nach nicht einmal sieben Monaten im Amt entlassen. Das Team hatte zu diesem Zeitpunkt nur noch sechs Punkte Vorsprung auf die Abstiegsränge.

### Celta Vigo
Im Juni 2023 unterschrieb er bei Celta Vigo einen Vertrag als Cheftrainer. Im März 2024 wurde er von seinen Aufgaben freigestellt.

## Titel und Erfolge
International
- FIFA-Klub-Weltmeister: 2010 (Inter Mailand)
- UEFA-Champions-League-Sieger: 2005 (FC Liverpool)
  - Finalist: 2007 (FC Liverpool)
- UEFA-Pokal- / UEFA-Europa-League-Sieger: 2004 (FC Valencia), 2013 (FC Chelsea)
- UEFA-Super-Cup-Sieger: 2005 (FC Liverpool)

National
- Spanischer Meister: 2002, 2004 (FC Valencia)
- Englischer Pokalsieger: 2006 (FC Liverpool)
- Englischer Supercupsieger: 2006 (FC Liverpool)
- Italienischer Pokalsieger: 2014 (SSC Neapel)
- Italienischer Supercupsieger: 2010 (Inter Mailand), 2014 (SSC Neapel)
- Meister der EFL Championship und Aufstieg in die Premier League: 2017 (Newcastle United)

Persönliche Ehrungen
- Spanischer Trainer des Jahres: 2002
- UEFA-Trainer des Jahres: 2004, 2005